# گوران (استان آمور)
گوران (به لاتین: Guran) یک منطقهٔ مسکونی در روسیه است که در استان آمور واقع شده‌است.